# Куртулмуш
Куртулмуш или Картулмуш е историческо село в Източна Тракия, Турция, Вилает Истанбул, съществувало до 1913 г.

## География
Селото е било разположено на 10 километра югозападно от село Бейджилер.

## История
Статистиката на професор Любомир Милетич от 1912 отбелязва Куртулмуш като българско село.